# Noémi Virág
Pásztor Noémi Virág (Budapest, 1983. október 9. –) magyar énekesnő.

## Élete
Noémi Virág Hatvani Emese szövegíró és Pásztor László zenész, dalszerző, a Neoton Família alapító tagja második gyermeke. Nővére Pásztor Patrícia. Hatévesen kezdett el szolfézsórákra járni, tíz éven át zongorázott. Tizenkét éves korában elkezdett gitározni. Tizenegy évesen írta meg első saját dalát Napkirálynő címmel.
1999-ben egy évet az Amerikai Egyesült Államokban töltött, ott végezte gimnáziumi tanulmányait és szerette meg Sheryl Crow-t.
Miután hazajött, a Budapesti Német Iskolában érettségizett le 2002-ben. Ugyanebben az évben megalakult a Neo Tones együttes, amelynek ő volt az egyik énekese. 2002 és 2007 között két sikeres albumot készített el. Jakab Györggyel és Bardóczi Gáborral, továbbá nővérével játszott együtt, akik az egykori Neoton Família tagjainak leszármazottai. Közben 2006-ban befejezte a főiskolát, és a VIVA TV-nél helyezkedett el. 2007 őszétől a Warner Music Hungarynél dolgozik mint digitális értékesítő. 2006–2007-ben a Minimax csatornán a Staraoke című műsort vezette nővérével, Patríciával. Négy éve Kővári Judit tanítványa.

## Zenei karrier

### Mindennapok - a lemez
Az énekesnő első önálló albuma 2009. május 8-án látott napvilágot, mely 11 számot, két feldolgozást valamint egy rejtett dalt is tartalmaz. Az album - mint ahogy azt a cím is mutatja - az énekesnő mindennapjairól, érzéseiről szól, a nevét pedig a 2. dalból, a Melletted ébredek-ből kölcsönözte, melynek egyik sora így szól: "(...) Összetörni nem fogok, azt nem lehet, várnak a Mindennapok, (...)" [forrás?] A számokból 9-nek a szövegét és a zenéjét is Noémi Virág szerezte, a 6. "Szárnyalnék" című dal egy Kelly Clarkson szám, a Breakaway magyar változata, melynek dalszövegét szintén az énekesnő írta. Továbbá a 11. szám egy Demjén Ferenc-sláger, mégpedig a Jégszív.

### Hiányzol
Első kislemeze és klipje a "Hiányzol" címet kapta, mely egy szerelmi csalódást idéz fel. A hazai zenecsatornák a klipet 2008 telén mutatták be, és a Viva Chart Show 2. helyéig jutott fel. A maxin az eredeti dal és az unplugged, akusztikus - élő - verzió is felcsendül, melyet 2008 karácsonyán vettek fel, baráti társaságban.[forrás?]

### Soha még
A második kislemeze az énekesnőnek a "Soha még" című számából készült el. A klipet 2009 június 16-án vették fel a Lágymányosi-öbölben. A forgatás a kedvelők és a rajongók előtt is nyilvános volt, így ők is szerepelhettek a klipben. A zenecsatornák az utómunkálatokat követően be is mutatták a hazai nagyközönségnek a nótát, a dal a Viva Chart Show első helyét is meghódította.[forrás?]

## Diszkográfia

### Albumok
- 2009 - Mindennapok

### Videóklipek
- 2009 – Hiányzol
- 2009 - Soha még
- 2009 - Melletted ébredek
- Szeretlek

#### Slágerlistás Dalok
| Év                  | Dal                 | Legmagasabb helyezés | Legmagasabb helyezés   | Legmagasabb helyezés | Legmagasabb helyezés | Legmagasabb helyezés         | Legmagasabb helyezés | Album       |
| Év                  | Dal                 | VIVA Chart           | Mahasz Editors’ Choice | Mahasz Rádiós Top 40 | Mahasz Dance Top 40  | MAHASZ Single (track) Top 10 | EURO 200             | Album       |
| ------------------- | ------------------- | -------------------- | ---------------------- | -------------------- | -------------------- | ---------------------------- | -------------------- | ----------- |
| 2009                | Hiányzol            | 2                    |                        |                      |                      |                              |                      | Mindennapok |
| 2009                | Soha még            | 1                    |                        |                      |                      |                              |                      | Mindennapok |
| 2009                | Melletted ébredek   | 23                   |                        |                      |                      |                              |                      | Mindennapok |
|                     |                     | Összesítés           |                        |                      |                      |                              |                      |             |
| 1. helyezett számok | 1. helyezett számok | 1                    |                        |                      |                      |                              |                      |             |
| Top 10-be bekerült  | Top 10-be bekerült  | 2                    |                        |                      |                      |                              |                      |             |
| Top 40-be bekerült  | Top 40-be bekerült  | 3                    |                        |                      |                      |                              |                      |             |

## Elismerések és díjak
- 2009 - Legjobb új előadó (jelölés)[forrás?]
- 2010 - Legjobb énekesnő  (jelölés)[forrás?]
- 2010 - Legjobb videóklip (Melletted ébredek) (jelölés) [forrás?]